# Luke Black
Luka Ivanović (srbsko cirilsko Лука Ивановић), poklicno znan kot Luke Black, srbski pevec in besedilopisec *18. maj 1992.

## Zgodnje življenje
Luka Ivanović se je rodil 18. maja 1992 v Čačku. Za glasbo se je začel zanimati pri 12 letih, ko je začel pisati svoja besedila, nekaj let kasneje pa je začel tudi ustvarjati in producirati glasbo. Po maturi na gimnaziji v Čačku se je preselil v Beograd, kjer je študiral angleški jezik in književnost na Filološki fakulteti Univerze v Beogradu.

## Kariera
Maja 2016 je Black izdal pesem »Demons«. Pesem je bila tudi nominirana za zastopanje Srbije na tekmovanju za Pesem Evrovizije 2016 v Stockholmu, vendar se je srbska Radiotelevizija na koncu odločila za pesem »Goodbye (Shelter)« Sanje Vučić. Junija istega leta se je imel solo turnejo po Kitajskem, kjer je nastopal v Pekingu, Šanghaju in Guangdžovu.
Aprila 2017 je nastopil na modni reviji v okviru Berlinskega tedna. Tam je napovedal izid svojega singla »Walpurgis Night«.

### Pesem Evrovizije 2023
Januarja 2023 je bil razglašen za enega od tekmovalcev srbskega nacionalnega izbora za Pesem Evrovizije 2023, Pesma za Evroviziju '23, s pesmijo »Samo mi se spava«. Nastopil je v prvem polfinalu, dne 1. marca, kjer je zasedel šesto mesto in se tako uvrstil v finale. V finalu 4. marca je prejel največ točk in tako postal predstavnik Srbije na Pesmi Evrovizije 2023.
Luke Black je nastopil, dne 9. maja je v prvem polfinalu Evrovizije in se uvrstil v finale, kjer je s 30 točkami zasedel 24. mesto. Black je svoj nastop posvetil žrtvam streljanja v beograjski šoli. Srbski medijski portal Nova.rs je zasluge za Lukovo nizko uvrstitev na Evroviziji pripisal primerjavi z izjemnim uspehom in odobravanjem predhodne srbske predstave - Konstrakta ter nepodpore srbske širše javnosti, tehničnim težavam v polfinalu in tudi same pesmi.
Po Evroviziji je Black nastopil na dveh razprodanih nastopih v Londonu in avgusta 2023 izdal singel z naslovom »I'm So Happy«. Dne 16. novembra je Black izdal še en singel, »God's Too Cool«.

## Diskografija

### Studijski album
- Chainsaws in Paradise (2024)

### EP
- Thorns (2015)
- Neoslavic (2018)
- F23.8 (2021)
- Luke Black Remixes (2023)
- Singels 2015–2018 (2023)

### Pesmi
| Naslov                                                                             | Leto | Peak chart positions | Peak chart positions | Peak chart positions | Peak chart positions | Album                        |
| Naslov                                                                             | Leto | CRO Billb.           | FIN                  | LTU                  | UK Down.             | Album                        |
| ---------------------------------------------------------------------------------- | ---- | -------------------- | -------------------- | -------------------- | -------------------- | ---------------------------- |
| »Nebula Lullaby«                                                                   | 2014 | —                    | —                    | —                    | —                    | Singles 2015–2018            |
| »D-Generation«                                                                     | 2015 | —                    | —                    | —                    | —                    | Thorns and Singles 2015–2018 |
| »Holding on to Love«                                                               | 2015 | —                    | —                    | —                    | —                    | Thorns and Singles 2015–2018 |
| »Jingle Bell Rock" / "Nebula Lullaby«                                              | 2015 | —                    | —                    | —                    | —                    | —                            |
| »Demons«                                                                           | 2016 | —                    | —                    | —                    | —                    | Singles 2015–2018            |
| »Walpurgis Night«                                                                  | 2017 | —                    | —                    | —                    | —                    | Singles 2015–2018            |
| »Olive Tree«                                                                       | 2017 | —                    | —                    | —                    | —                    | Singles 2015–2018            |
| »Frankensteined« (skupaj z Majed)                                                  | 2019 | —                    | —                    | —                    | —                    | —                            |
| »A House on the Hill«                                                              | 2021 | —                    | —                    | —                    | —                    | F23.8                        |
| »Amsterdam«                                                                        | 2021 | —                    | —                    | —                    | —                    | F23.8                        |
| »Heartless«                                                                        | 2021 | —                    | —                    | —                    | —                    | F23.8                        |
| »Samo mi se spava«                                                                 | 2023 | 25                   | 50                   | 22                   | 83                   | Chainsaws in Paradise        |
| »I'm So Happy«                                                                     | 2023 | —                    | —                    | —                    | —                    | Chainsaws in Paradise        |
| »God's Too Cool«                                                                   | 2023 | —                    | —                    | —                    | —                    | Chainsaws in Paradise        |
| »Chainsaws in Paradise«                                                            | 2024 | —                    | —                    | —                    | —                    | Chainsaws in Paradise        |
| »Winter Dahlia«                                                                    | 2024 | —                    | —                    | —                    | —                    | Chainsaws in Paradise        |
| »Drinking Jack With Daddy«                                                         | 2024 | —                    | —                    | —                    | —                    | Chainsaws in Paradise        |
| »—« označuje singel, ki se ni uvrstil na lestvico ali ni bil izdan na tem ozemlju. |      |                      |                      |                      |                      |                              |